# Ma gonzesse
Pour le single, voir Ma gonzesse (chanson).
Albums de Renaud
Laisse béton
(1977) Marche à l'ombre
(1980)
Singles
1. C'est mon dernier bal / Chanson pour Pierrot
2. Ma gonzesse / Sans dec'
3. J'ai la vie qui m'pique les yeux / Ch'timi rock

Ma gonzesse est le troisième album de Renaud, sorti en 1979 sous le label Polydor. À l'origine sans titre, comme les deux précédents, l'album est désigné par convention par le nom du premier morceau.
L'accordéoniste sur cet album est Marcel Azzola qui a entre autres accompagné Jacques Brel. Il est réalisé par Jacques Bedos, tandis que les arrangements et l'orchestration de l'album sont assurés par J.C. Déquéant et Pascal Stive.
Les musiciens jouant sur cet album sont les suivants (hormis Renaud et Marcel Azzola, il s'agit en fait du groupe Oze) : Renaud (chant), Jean-Luc Guillard (batterie), Michel Galliot (basse), José Perez (pedal steel guitare, mandoline, flûte, chœurs), Khaled Malki (clavier, flûte, percussions), Mourad Malki (guitares, banjo et chœurs) et Marcel Azzola (accordéon).

## Liste des titres
Toutes les chansons sont écrites et composées par Renaud Séchan sauf indiqué.
| 1.    | Ma gonzesse (musique d'Alain Brice)                             | 3:31 |
| 2.    | Sans dec'                                                       | 3:17 |
| 3.    | La Tire à Dédé                                                  | 3:46 |
| 4.    | Ch'timi rock                                                    | 2:27 |
| 5.    | J'ai la vie qui m'pique les yeux                                | 3:36 |
| 6.    | C'est mon dernier bal                                           | 4:09 |
| 7.    | Le Tango de Massy-Palaiseau                                     | 2:57 |
| 8.    | Chanson pour Pierrot                                            | 2:54 |
| 9.    | Salut Manouche                                                  | 4:12 |
| 10.   | Peau aime (en public, enregistré à Strasbourg en novembre 1978) | 3:58 |
| 34:49 |                                                                 |      |

## Certification
| Pays          | Certification | Équivalence/Ventes |
| ------------- | ------------- | ------------------ |
| France (SNEP) | Platine       | 400,000            |